# Tassó
|  | Aquest article tracta sobre el duc de Friül. Vegeu-ne altres significats a «Got (vas)». |

Tassó o Tasó (Thason) fou duc de Friül entre aproximadament 610 i 617.
Tasó i Cacó eren els fills majors del duc de Friül Gisulf II i Romilda, ja adolescents quan el seu pare va caure en la batalla contra els àvars i la mare traïda, lliurant-se la capital Cividale a l'enemic capital, que fins llavors havia assetjat el lloc. Presoners, foren portats, com tots els llombards capturats pels àvars, a Panònia, arribant a la terra que va deixar el seu poble en temps d'Alboí; allí es van assabentar de la intenció dels àvars de matar tots els enemics en edat adulta, i convertir després a desenes de dones i nens en esclaus. Cacó, Tasó (que era el germà gran) i els encara força joves Radoald i Grimuald, van tractar d'escapar a cavall. Tassó veient que el germà més petit, Grimuald, no era capaç de suportar el viatge, estava a punt de matar-lo, creient "que era millor per a ell morir per l'espasa que portar el jou del captiveri" però el petit Grimuald el va convèncer de participar en la fugida, mostrant que era capaç de muntar i fugir; no obstant no ho va fer a la mateixa velocitat i fou capturat, però va matar l'àvar que l'havia atrapat i va poder fugir de nou i reunir-se amb els seus germans.
Cacó i Tasó van assumir el govern del ducat i es van expandir a costa dels eslaus, que van ser obligats més tard, en temps de Ratquis, a retre un homenatge als longobards. Els dos germans van caure en una emboscada prop de la ciutat d'Oderzo, preparada pel patrici bizantí Gregori: aquest havia promès adoptar com a fill a Tasó per mitjà del ritual de tallar la barba; el duc es va reunir a ell, junt amb el seu germà i una petita escorta; just arribats a Oderzo, Gregori va fer tancar les portes de la ciutat i va enviar el seu exèrcit contra els llombards. Els germans immediatament va comprendre la situació, es van preparar per lluitar i intercanviar el petó de la pau i el comiat final. Llavors es van dispersar pels carrers, matant a tots els que trobaven per davant, i escriu Diaca Paul ", fent gran massacre dels romans, però finalment també van ser assassinats". Gregori, però, va mantenir la seva promesa: va ordenar que li portessin el cap de Tasó i li va tallar la barba.
El ducat de Friül va passar al seu oncle Grasulf II.